# Nordia HC
Nordia HC är en idrottsklubb från Kärrtorp i Stockholm. 
Klubben bildades som BK Nordia 1928. Klubben blev framgångsrik i bandy, fotboll och friidrott, men kanske allra bäst i ishockey. Nordias största ishockeymerit var spel i SM-serien 1933, 1935 och 1937. Några år senare lades klubben ner. Nästan 20 år senare, kring mitten på 1950-talet, återstartades klubben av Rune Johansson med stöd av grannar på Klarälvsvägen i Bagarmossen. De byggde en kanadensisk hockeyrink placerad i Ältaskogen. Klubben hade en framgångsrik ungdomsverksamhet och levererade flera spelare till Stockholms TV-puckslag under 1960-talet. Klubben slogs ett tag ihop med Bagarmossens IF innan den flyttade till Kärrtorp och antog det nya namnet Nordia HC.